# Francesc Vergara
Francesc Vergara (València, 1681-1753) fou un escultor i arquitecte valencià, anomenat el Major o el Vell per distingir-lo del seu nebot Francesc Vergara Bartual.
Fou deixeble de Juli Capuz i completà la seua formació amb Alipandri i Konrad Rudolf, que llavors treballava en la portada barroca de la Seu de València, i amb el qual col·laborà, esculpint les estàtues dels papes valencians Calixt III i Alexandre VI. Altres treballs seus són les estàtues i adorns de la capella del sant Sepulcre a sant Bertomeu de València; el retaule major de sant Agustí, a la mateixa ciutat; Jesucrist difunt en el Convent de Sant Doménec; retrat en marbre de Lluís I d'Espanya a l'Albereda de València; la imatge de la Mare de Déu dels Desemparats sobre el pont de la Mar; estàtues de sant Bernat i les seus germanes Maria i Joana i retaule de l'església del convent de sant Francesc a Alzira; i retaule del convent de sant Francesc a Xàtiva. Com a arquitecte construí la façana de l'església de sant Martí a València.